# Gustavo Sánchez Salazar
Gustavo Sánchez Salazar (* 10. Juli 1928 im Municipio Totora (Cochabamba)) ist ein ehemaliger bolivianischer Journalist und Politiker.

## Leben
Gustavo Sánchez Salazar ist der Sohn von Bernadiana Salazar († 9. November 1982) und Arthuro Sánchez († März 1931), einem Gutsbesitzer, Aktivisten der Partido Liberal und mehrfachen Provinzgouverneur. Er ist ein Halbbruder von Félix und Rubén Sánchez Valdivia.
Er studierte Landwirtschaft an der Universidad San Simón de Cochabamba.
Er heiratete die Dorfschullehrerin Alina Escóbar. Sie haben eine Tochter und drei Söhne.
In seiner Jugend war er ein Mitglied der Partido de Izquierda Revolucionaria (PIR).
1949 war er in der Leitung der Federación Universitaria Local (FUL) von Cochabamba.
Nachdem Víctor Paz Estenssoro in Ucurena ein Gesetz zu einer Landreform unterzeichnet hatte, war Gustavo Sánchez Salazar Koordinator der Agrarreform auf Departementsebene. In den 1950er Jahren unterstützte der junge Agraringenieur die Central Obrera Boliviana. Um die Revolution des 9. April 1952 zu verteidigen war er mehrfach in bewaffnete Auseinandersetzungen verwickelt. Mit Prominenten Linken war er einige Zeit im Lager Puerto Villarroel interniert. In Santa Cruz de la Sierra arbeitete er als Verlagslektor, Reporter, Redakteur und schließlich als stellvertretender Chefredakteur der Tageszeitung Progresso. 1962 wurde er Korrespondent der Tageszeitung El Mundo aus Cochabamba in Santa Cruz de la Sierra und Monate später war er Korrespondent der Tageszeitung El Diario aus La Paz. Er war an der Gründung der Kooperative der Morgenzeitung Extra beteiligt und war Korrespondent der Nachrichtenagentur Fides. Ende 1963 wurde er von Elizabeth Burgos und Régis Debray besucht.
Am 10. April 1967 geriet eine Abteilung der Streitkräfte Boliviens in einen Hinterhalt des Ejército de Liberación Nacional. Dabei kamen Jesús Suárez Gayol sowie elf Armeeangehörige ums Leben. 30 Armeeangehörige, darunter Rubén Sánchez Valdivia, wurden gefangen genommen.
Geheimpolizisten von René Barrientos Ortuño hatten Régis Debray den Fotografen George Andrew Roth (* 1923; † 2003) und den Zeichner Ciro Bustos am frühen Morgen des 20. April 1967 in Muyupampa verhaftet. Nachdem Rubén Sánchez Valdivia ihre Erschießung vereitelt hatte, wurden sie nach Camiri gebracht, wo Gustavo Sánchez Salazar Debray interviewte und von Ciro Roberto Bustos porträtiert wurde. Mit seinem Stiefbruder Rubén Sánchez Valdivia, der das Regimento Colorado, Personenschutz von Juan Torres Gonzáles, kommandierte, erreichte Sánchez, dass Régis Debray am 23. Dezember 1970 mit einem Flugzeug der Fuerza Aérea Boliviana nach Iquique ausgeflogen wurde.
Am 9. Oktober 1967 berichtet Gustavo Sánchez aus der Schule La Higuera in Vallegrande, wo Che Guevara erschossen worden war.
Im November 1970 ernannte Juan José Torres, Gustavo Sánchez Salazar zum Präfekt des Departamento Cochabamba. Von April bis 3. August 1971 war Gustavo Sánchez Salazar unter dem Vorwurf der Beteiligung am Mord an dem Jorge Solis Román (ex-Ministro de Asuntos Campesinos) in Haft. Als Hintergrund wird eine Rivalität mit Jorge Gallardo Lozada angenommen.
Nach einem Hungerstreik erhielt Beate Klarsfeld Ende September 1971 von Manfred Ludolph vom Referat für Nationalsozialistische Gewaltverbrechen der Münchner Staatsanwaltschaft I
eine Fotografie aus El Diario, die Klaus Barbie in einer Gruppe Geschäftsleute zeigte.
Serge Klarsfeld verabredete sich mit Régis Debray, Klaus Barbie zu entführen.
Debray empfahl, Gustavo Sánchez Salazar mit der Aufgabe zu betrauen. Nach dem Putsch, der Hugo Banzer Suárez an die Macht brachte, ging Sánchez Salazar ins Exil nach Chile, da er die chilenisch-bolivianische Grenze von Reisen zu seiner Mutter kannte.
Am 20. Oktober 1972 reiste Sánchez zu den Klarsfelds nach Paris.
Er hielt für die Entführung eine Unterstützung durch die Streitkräfte Boliviens erforderlich.
Im Dezember 1972 traf sich Serge Klarsfeld in Santiago de Chile mit Debray und nach einer Reise mit einem Kleinflugzeug in Copiapó mit Sánchez.
Ein für die Entführung gemietetes Taxi hatte bei einem Unfall einen Totalschaden.
Ein Verbindungsmann im Generalstab der Streitkräfte Boliviens wurde nach einem Putschversuch verhaftet.
Nach dem Putsch in Chile 1973 musste der Plan aufgegeben werden.
Von Ende 1978 bis 1982 lebte Gustavo Sánchez Salazar in Havanna, wurde bei Radio Havanna und Prensa Latina beschäftigt. Im Juli 1980 wurde er von Manuel Piñeiro nach La Paz gesandt, um Luis García Meza Tejada zu seinem bevorstehenden Putsch zu interviewen, dieser erklärte off-the-record: Ich werde Präsident von Bolivien, sag das meinen Freund Fidel Castro, grüße ihn von mir, ich mache Revolution wie er und dass Bolivien Mitglied der Bewegung der Blockfreien Staaten würde. Auf dem Rückweg zum Hotel Sucre, wo Sánchez Salazar untergebracht war, traf er Alfredo Ovando Candía. Beide kannten sich aus einer gemeinsamen Jugend bei der Partido de Izquierda Revolucionaria (PIR).
Beim Mittagessen berichtete Ovando, was passieren wird: Es ist wahr, „Caballo“ (dt. Pferd, Spitzname von Luis García Meza Tejada, da er ein guter Reiter war) wird einen Staatsstreich ausführen, aber der mit der Ausführung beauftragt ist ein Freund von mir und bat mich um Rat, aber ich konnte ihm keinen Rat geben, da er eine Furie ist. Wer ist diese Furie? Oberst Luis Arce Gómez. Arce war Ovandos Adjutant während dessen Präsidentschaft vom 2. Januar bis 6. August 1966.
Sánchez erfuhr von Ovando, dass Arce beabsichtigte, die Führung der Central Obrera Boliviana, COB, Marcelo Quiroga Santa Cruz, Hernán Siles Zuazo, Juan Lechín Oquendo, Simón Reyes, Toño Araníbar und weitere Leiter zu ermorden. Ovando erklärte, dass er die genannten Personen, außer Siles, nicht kannte und gestattete Sánchez, sie zu warnen.
Am 4. Februar 1983 um 9.30 Uhr ernannte Siles Sánchez zum Vize-Innenminister. Um 22.00 Uhr desselben Tages wurde Klaus Barbie über die Militärbasis El Alto unter Federführung von Sánchez nach Französisch-Guayana abgeschoben.
Unter der Präsidentschaft von Siles war er von März 1985 bis 5. August 1985 Ministro de Gobierno.

## Veröffentlichungen
- Barbie, criminal hasta el fin, Legasa, Buenos Aires, 1987.
- mit Luis González The Great Rebel, Che Guevara in Bolivia, Grove Press, Nueva York, 1969.